# 비다 로바다
《비다 로바다》(스페인어: Vida robada)은 1991년 방영된 멕시코의 텔레노벨라이다.